# Acrocercops cyclogramma
Acrocercops cyclogramma är en fjärilsart som beskrevs av Edward Meyrick 1921. Acrocercops cyclogramma ingår i släktet Acrocercops och familjen styltmalar.
Artens utbredningsområde är Peru. Inga underarter finns listade i Catalogue of Life.